# بلدة صنفيلد (ميشيغان)
صنفيلد (بالإنجليزية: Sunfield Township, Michigan)‏ هي بلدة تقع بولاية ميشيغان في الولايات المتحدة. تبلغ مساحتها 94.2 (كم²)، وترتفع عن سطح البحر 265 م، بلغ عدد سكانها 2177 نسمة في عام تعداد الولايات المتحدة 2000 حسب إحصاء مكتب تعداد الولايات المتحدة وتصل الكثافة السكانية فيها 23.3 نسمة/كم2.

## وصلات خارجية
- http://www.sunfieldtownship.org
- The US50 - Cities and Towns in Michigan State
- Michigan Cities and Towns, Facts, Map, Flag, Colleges, Government, and More